# Aéroport de Gazipaşa-Alanya
L'aéroport de Gazipaşa-Alanya (code IATA : GZP • code OACI : LTFG) est un aéroport turc desservant les villes de Gazipaşa et de Alanya.

## Situation
| Adana Ankara Antalya Antioche Bodrum-Milas Dalaman Denizli Elâzığ Istanbul Sabiha-Gökçen Izmir Trabzon / Trébizonde Gaziantep Diyarbakır Kayseri Samsun Van Erzurum Konya Gazipaşa Malatya |

| Adana Ankara Antalya Antioche Bodrum-Milas Dalaman Denizli Elâzığ Istanbul Sabiha-Gökçen Izmir Trabzon / Trébizonde Gaziantep Diyarbakır Kayseri Samsun Van Erzurum Konya Gazipaşa Malatya |

## Statistiques de trafic
Pour des raisons techniques, il est temporairement impossible d'afficher le graphique qui aurait dû être présenté ici.

Voir la requête brute et les sources sur Wikidata.

## Compagnies aériennes et destinations
| Compagnies              | Destinations                                                                   |
| ----------------------- | ------------------------------------------------------------------------------ |
| Air Serbia              | En saison charter: Niš Constantin-le-Grand                                     |
| AJet                    | Ankara Esenboğa                                                                |
| Buta Airways            | En saison: Bakou-H. Aliyev                                                     |
| Corendon Airlines       | En saison: Cologne/Bonn-K. Adenauer                                            |
| Corendon Dutch Airlines | En saison: Amsterdam, Billund, Copenhague-Kastrup                              |
| Finnair                 | En saison: Helsinki-Vantaa                                                     |
| Freebird Airlines       | En saison charter: Téhéran-Imam-Khomeini                                       |
| GetJet Airlines         | En saison charter: Vilnius                                                     |
| Norwegian Air Shuttle   | En saison: Oslo-Gardermoen                                                     |
| Pegasus Airlines        | Istanbul-S. Gökçen En saison: Moscou-Domodédovo, Tabriz, Téhéran-Imam-Khomeini |
| Pobeda                  | En saison: Moscou-Vnoukovo                                                     |
| Scandinavian Airlines   | Copenhague-Kastrup, Oslo-Gardermoen En saison: Bergen, Stockholm-Arlanda       |
| Sunclass Airlines       | En saison charter: Copenhague-Kastrup, Oslo-Gardermoen, Stockholm-Arlanda      |
| SunExpress              | En saison: Cologne/Bonn-K. Adenauer                                            |
| Turkish Airlines        | Istanbul En saison Billund, Oslo-Gardermoen                                    |

Edité le 21/05/2023